# Хисар (възвишение)
Вижте пояснителната страница за други значения на Хисар.
Хисар е възвишение в Средногорието, разположено на северозапад от Бургаската низина, в Бургаска област.
Възвишението се простира от изток-североизток на запад-югозапад на 30 – 35 км, а ширината му е 7 – 8 км. Разположено е между Бургаската низина на югоизток, Айтоското поле на изток и североизток, Карнобатската котловина на север и Сливенското поле на запад. На северозапад проломът на река Мочурица (ляв приток на Тунджа) го отделя от рида Терзийски баир на Стара планина, а на север, в района на село Черноград чрез ниска седловина (188 м н.в.) се свързва с Карнобатска планина на Стара планина. На югозапад чрез поредица от много ниски хълмове се свързва с възвишението Бакаджиците.
Максималната му височина връх Хисар (Кралимаркова стъпка, 402,8 м) се издига на около 1,7 км югозападно от град Карнобат. На югозапад, юг, изток и североизток склоновете му постепенно затъват в съседните равнини. Изградено е от андезити и андезитни туфи. Климатът е преходноконтинентален. Почвите са излужени канелени горски. Почти напълно обезлесено. Има обширни пасища, предпоставка за развитие на животновъдство.
В северното подножие на възвишението се намира град Карнобат, а по неговите подножия са разположени 10 села: Винарско, Драганци, Драгово, Караново, Козаре, Крумово градище, Пирне, Соколово, Хаджиите и Чукарка.
По южното подножие на възвишението преминава участък от автомагистрала „Тракия“.
По северното му подножие и през него преминават участъци от още 3 пътя от Държавната пътна мрежа:
- По северното му подножие, от моста на река Мочурица до разклона за село Пирне, на протежение от 26,1 км – участък от първоласен път № 6 ГКПП „Гюешево“ – София – Карлово – Бургас;
- В най-източната му хълмиста част, между селата Вратица и Караново, на протежение от 8 км – участък от третокласен път № 539 Средец – Трояново – Айтос;
- В централната му най-висока част, от село Драганци до Карнобат, на протежение от 10,7 км – участък от третокласения републикански път III-795 – Житосвят – Карнобат.[1]

## Топографска карта
- Лист от карта K-35-54. Мащаб: 1 : 100 000.
- Лист от карта K-35-55. Мащаб: 1 : 100 000.